# Рашид Мехмед паша
Рашид Мехмед паша, известен като Кютахъ, е османски пълководец и велик везир от 1829 до 1833 година, предвождал войските на султан Махмуд II в някои от най-важните за Османската империя сражения и военни операции от това време. По произход е понтийски гърк.

## Военна кариера

### Срещу гръцките въстаници
В началото на Гръцката освободителна война, през 1822 – 1823 година, Рашид паша воюва начело на албански войски в Акарнания и Тесалия. През 1825, при третата обсада на Месолонги, проявява упоритост и издръжливост, въпреки надмощието на гръцката флота, която снабдява крепостта и прекъсва доставките на снаряди за армията му, и въпреки ефективните действия на клефтите срещу тиловите му комуникации. Отбива два излаза на защитниците и поддържа обсадата до пристигането на египетската флота, благодарение на която Месолонги, главната опора на въстаниците в Западна Гърция, е превзет през пролетта на 1826 година. Веднага след тази победа Рашид паша пренася бойните действия в Атика, разгромява въстаниците при Фалерон и година по-късно принуждава гарнизона на атинския Акропол да капитулира. С това и с египетските операции в Пелопонес гръцкото освободително движение е практически потушено и само военната намеса на Англия, Франция и Русия го спасява от пълен разгром.

### Срещу Русия
През 1828 руските войски, нахлули в Дунавските княжества и Добруджа, достигат и превземат Варна, застрашавайки Цариград. В тази обстановка Рашид Мехмед паша е назначен за велик везир и главнокомандващ войските, призвани да спрат руснаците в днешна Североизточна България. Опрян на силната Шуменска крепост, той опитва да контраатакува разхвърляните руски сили, но търпи неуспехи при Ески Арнаутлар и Кюлевча. Второто от тези сражения завършва с пълен разгром на османската армия, след което Рашид паша се оказва неспособен да предотврати падането на Силистра, преминаването на Стара планина от генерал Дибич и Одринския договор.

### Срещу Шкодра и Босна
През 1831 Рашид Мехмед паша оглавява наказателната кампания срещу албанците и бошняците, чието непокорство допринася за поражението от Русия. В хода на бойните действия в Западна Македония и Косово разгромява гегския предводител Мустафа Бушати и го принуждава да капитулира след 6-месечна обсада на Шкодра, с което слага край на полунезависимото управление на династията Бушати, продължило десетилетия в Северна Албания. Борбата с бошняците започва с поражение на султановите войски в битката на Косово поле през лятото на същата година. С преговори и обещания, дадени въпреки недоволството на централните власти, Рашид паша скланя въстаниците да се оттеглят от Косово и печели време за организирането на мащабно контранастъпление. В резултат на този поход движението за автономна Босна начело с Хюсеин Градашчевич търпи пълно поражение през пролетта на 1832 година.

### Срещу Мехмед Али паша
В края на същата година войната с друг непокорен васал – египетския владетел Мехмед Али – се превръща в сериозна заплаха за султана. Великият везир е изпратен да спре египетското нашествие в Анадола. В сражението при Кония през декември Рашид паша е пленен, а неговите по-многобройни, но зле ръководени войски са разгромени. Резултатът е договорът от Кютахя от май 1833 година, който затвърждава надмощието на Мехмед Али паша и откъсва Сирия от централната османска власт.
В резултат от поражението Рашид паша губи поста велик везир. След завръщането си от плен е назначен за управител на Сивас. Възстановява властта на султана в Източен Анадол и Армения, разклатена след руското и египетското нашествие. През 1834 усмирява бунтуващия се Кюрдистан (без Соранския емират).